# イーサン・アンパドゥ
イーサン・アンパドゥ（Ethan Ampadu, 2000年9月14日 - ）は、イングランド・エクセター出身のプロサッカー選手。リーズ・ユナイテッド所属。ウェールズ代表。ポジションはディフェンダー、ミッドフィールダー。

## 経歴

### クラブ
地元のクラブであるエクセター・シティの下部組織で育った。2016年8月9日、リーグカップ1回戦のブレントフォード戦に出場し、トップチームデビュー。この時15歳10か月26日で、クリフ・バスティンが保持していたクラブの最年少出場記録を87年ぶりに更新した。1週間後にはリーグ2のクローリー・タウン戦に出場。

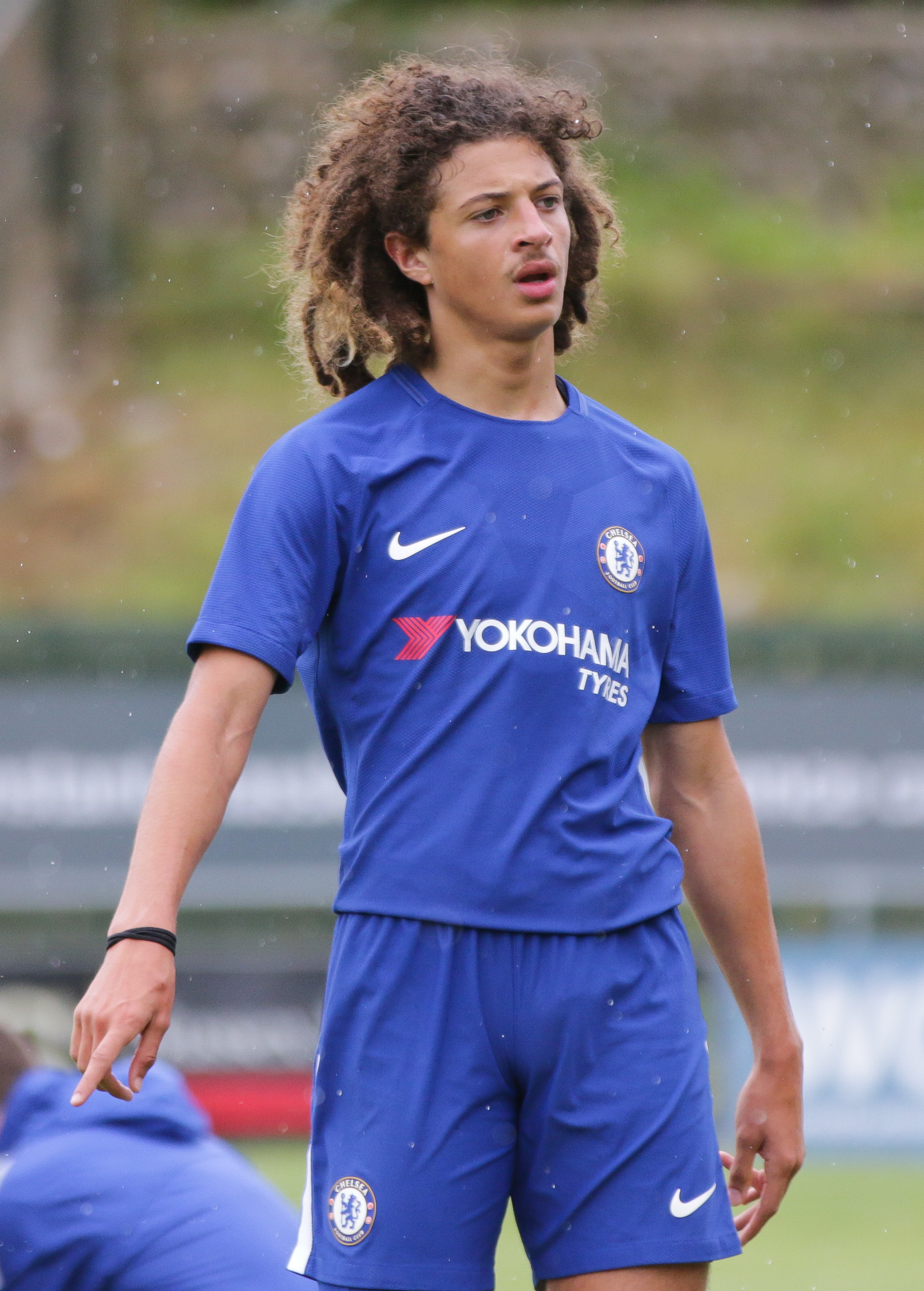
チェルシーでのアンパドゥ（2017年）

2017年7月1日、チェルシーに移籍。9月20日、リーグカップのノッティンガム・フォレスト戦で55分にセスク・ファブレガスと交代し移籍後初出場。クラブ初の2000年代生まれの選手であると同時に、過去10年におけるクラブ最年少出場記録（17歳6日）を打ち立てた。12月12日、ハダースフィールド・タウン戦で80分から途中出場しプレミアリーグデビュー。
2019年7月22日、ドイツのRBライプツィヒにローン移籍。
2020年9月7日、シェフィールド・ユナイテッドにローン移籍。
2021年8月31日、チェルシーとの契約を2024年6月まで延長した上で、セリエAに昇格したヴェネツィアにローン移籍。
2022年9月1日、スペツィアにローン移籍。
2023年7月19日、リーズ・ユナイテッドに完全移籍。2023-24シーズン途中でリアム・クーパーが移籍してからはキャプテンマークを巻いていたが、2024-25シーズンは正式にチームのキャプテンに任命された。

### 代表
アンパドゥ自身はイングランドで生まれ育ったが、父方の祖父はガーナ出身、同じく祖母と父はアイルランド出身、母はウェールズ出身である。このような出自から、イングランド代表、アイルランド代表、ガーナ代表を選ぶこともできたが、最終的にウェールズ代表を選択した。
2017年5月26日、16歳でワールドカップ予選のセルビア戦を控えるウェールズ代表に招集された。11月のフランス戦とパナマ戦で再び招集され、11月10日のフランス戦で63分にジョー・レドリーと交代しA代表デビュー。
2022 FIFAワールドカップでは、グループステージの全3試合に先発出場した。

## 個人成績

### クラブ
| 国内大会個人成績 | 国内大会個人成績   | 国内大会個人成績 | 国内大会個人成績   | 国内大会個人成績 | 国内大会個人成績 | 国内大会個人成績 | 国内大会個人成績 | 国内大会個人成績 | 国内大会個人成績 | 国内大会個人成績 | 国内大会個人成績 |
| 年度             | クラブ             | 背番号           | リーグ             | リーグ戦         | リーグ戦         | リーグ杯         | リーグ杯         | オープン杯       | オープン杯       | 期間通算         | 期間通算         |
| 年度             | クラブ             | 背番号           | リーグ             | 出場             | 得点             | 出場             | 得点             | 出場             | 得点             | 出場             | 得点             |
| イングランド     | イングランド       | イングランド     | イングランド       | リーグ戦         | リーグ戦         | FLカップ         | FLカップ         | FAカップ         | FAカップ         | 期間通算         | 期間通算         |
| ---------------- | ------------------ | ---------------- | ------------------ | ---------------- | ---------------- | ---------------- | ---------------- | ---------------- | ---------------- | ---------------- | ---------------- |
| 2016-17          | エクセター・シティ | 26               | リーグ2            | 8                | 0                | 2                | 0                | 1                | 0                | 11               | 0                |
| 2017-18          | チェルシー         | 44               | プレミアリーグ     | 1                | 0                | 3                | 0                | 3                | 0                | 7                | 0                |
| 2018-19          | チェルシー         | 44               | プレミアリーグ     | 0                | 0                | 0                | 0                | 2                | 0                | 2                | 0                |
| ドイツ           | ドイツ             | ドイツ           | ドイツ             | リーグ戦         | リーグ戦         | リーグ杯         | リーグ杯         | DFBポカール      | DFBポカール      | 期間通算         | 期間通算         |
| 2019-20          | RBライプツィヒ     | 26               | ブンデスリーガ     | 3                | 0                | -                | -                | 1                | 0                | 4                | 0                |
| イングランド     | イングランド       | イングランド     | イングランド       | リーグ戦         | リーグ戦         | FLカップ         | FLカップ         | FAカップ         | FAカップ         | 期間通算         | 期間通算         |
| 2020-21          | シェフィールド・U  | 22               | プレミアリーグ     | 25               | 0                | 1                | 0                | 3                | 0                | 29               | 0                |
| イタリア         | イタリア           | イタリア         | イタリア           | リーグ戦         | リーグ戦         | イタリア杯       | イタリア杯       | オープン杯       | オープン杯       | 期間通算         | 期間通算         |
| 2021-22          | ヴェネツィア       | 44               | セリエA            | 29               | 0                | 1                | 0                | -                | -                | 30               | 0                |
| 2022-23          | スペツィア         | 4                | セリエA            | 31               | 0                | 2                | 0                | -                | -                | 33               | 0                |
| イングランド     | イングランド       | イングランド     | イングランド       | リーグ戦         | リーグ戦         | FLカップ         | FLカップ         | FAカップ         | FAカップ         | 期間通算         | 期間通算         |
| 2023-24          | リーズ             | 4                | チャンピオンシップ | 46               | 0                | 2                | 0                | 3                | 2                | 51               | 2                |
| 2024-25          | リーズ             | 4                | チャンピオンシップ | 29               | 0                | 1                | 0                | 2                | 0                | 32               | 0                |
| 通算             | イングランド       | イングランド     | リーグ2            | 8                | 0                | 2                | 0                | 1                | 0                | 11               | 0                |
| 通算             | イングランド       | イングランド     | チャンピオンシップ | 75               | 0                | 3                | 0                | 5                | 2                | 83               | 2                |
| 通算             | イングランド       | イングランド     | プレミアリーグ     | 26               | 0                | 4                | 0                | 8                | 0                | 38               | 0                |
| 通算             | ドイツ             | ドイツ           | ブンデスリーガ     | 3                | 0                | -                | -                | 1                | 0                | 4                | 0                |
| 通算             | イタリア           | イタリア         | セリエA            | 60               | 0                | 3                | 0                | -                | -                | 63               | 0                |
| 総通算           | 総通算             | 総通算           | 総通算             | 172              | 0                | 12               | 0                | 15               | 2                | 199              | 2                |

### 代表
| ウェールズ代表 | 国際Aマッチ | 国際Aマッチ |
| 年             | 出場        | 得点        |
| -------------- | ----------- | ----------- |
| 2017           | 2           | 0           |
| 2018           | 4           | 0           |
| 2019           | 7           | 0           |
| 2020           | 7           | 0           |
| 2021           | 11          | 0           |
| 2022           | 9           | 0           |
| 2023           | 9           | 0           |
| 2024           | 5           | 0           |
| 2025           | 2           | 0           |
| 通算           | 56          | 0           |

## タイトル

### クラブ
チェルシー
- FAカップ（2017-18）
- UEFAヨーロッパリーグ（2018-19）

リーズ・ユナイテッド
- EFLチャンピオンシップ（2024-25）[19]

### 個人
- ELFチャンピオンシップ シーズンベストイレヴン（2023-24）[20]
- PFA年間ベストイレブン（チャンピオンシップ・2023-24）[21]